# Kôrpehôlsfestivalen
Kôrpehôlsfestivalen var en årligt återkommande musikfestival som anordnades i maj 1979-2011 i Uddevalla av Musikföreningen Adrian. Inför festivalen 2012 fick föreningen beskedet att de inte fick tillträde till Regementsparken, den plats festivalen hållits på tidigare, på grund av tidigare slitage på parken.
2015 är dock en återkomst bokad.